# Anomodon solovjovii
Anomodon solovjovii là một loài Rêu trong họ Thuidiaceae. Loài này được Lazarenko mô tả khoa học đầu tiên năm 1933.